# Takadonta
Takadonta is een geslacht van vlinders van de familie tandvlinders (Notodontidae).

## Soorten
- T. coreana Matsumura, 1924
- T. takamukui Matsumura, 1919